# داء البوغيات الخفية
داء البوغيات الخفية (بالإنجليزية: Microsporidiosis)‏ هو مرض بكتيري يصاب به الحيوانات والبشر ولكن أول حالة كشفت عند الإنسان كانت عام 1976 ومنذ ذلك الوقت تزايد عدد الحالات حتى أصبح معروفا في كل بلاد العالم وخاصة عند ناقصي المناعة المكتسبة (الإيدز).

## التصنيف
تعد البوغيات الخفية من الأولي المسببة لداء الأكريات البشرية Coccidioses وتشبه في دورة حياتها متماثلة الأبواغ (المتبائغة) Isospora وكذلك المتكيسة العضلية Sarcocystis وذلك بسبب الدورة التكاثرية التي يحدث فيها تناوب بين التكاثر الجنسي واللاجنسي وإلى آليتها الإمراضية الهضمية المتشابهة مع بعضها.

## التواجد
يتواجد هذا الطفيلي بخاصة في الأمعاء الدقيقة والقولون والمستقيم ولكن شوهد أيضاً في أماكن أخرى من جسم الإنسان مثل: القصبات والرئة والجيوب الأنفية والمري والحنجرة والحويصل الصفراوي. ومن الملاحظ أن هذا التوضع مشابه لما هو عند الحيوان.
تنتشر البوغيات على سطح الخلايا الظهارية الهضمية في محيط الحافة الفرجونية للخلايا المعوية وبشكل نادر على سطح الخلايا الظهارية التنفسية. تتم العدوى عند الإنسان عن طريق تناول الخضار النيئة الحاوية على الكيسات البيضية Oocystes ذات الجدار السميك والتي تحتوي على أربعة أبواغ.ذكرت بعض حالات العدوى المباشرة عند الجنوسيين ولوحظت وبائيات صغيرة في المشافي بين الممرضات والأطباء المهتمين بمرضى الاسهالات ولوحظ ذلك في الأوساط العائلية والطلابية.
عندما تصل الكيسات البيضية إلى لمعة الأمعاء تتحرر الابواغ الأربعة بفضل الأنزيمات الهاضمة لتتثبت على الخلايا المعوية إذ تتابع تطورها إلى أترو فات Trophozoites As unicellular eukaryotes they are still generally considered to be طلائعيات، and some sources classify microsporidiosis as a عدوى فطرية.

## الدورة اللاجنسية
تخترق الاتاريف بواسطة الانغلاف خلايا الثوي فتتكاثر وتتحول إلى ثمان متقسمات Merozoites من الجيل الأول. تنفجر بعدها خلية الثوي لتحرر هذه المتقسمات في لمعة الأمعاء لتباشر دورة أتروفية أخرى لتتثبت على خلايا معوية سليمة مجاورة لتباشر دورة أتروفية جديدة فتشكل متقسمات فيها ثمان أقسو مات.

## الدورة الجنسية
تتمايز بعض هذه الاقسومات وتتحول إلى طليعة عرسية لتشكل أما عرسية صغيرة دون سياط تحوي العديد من الأعراس المذكرة أو عرسية كبيرة تحوي عرسا مؤنثا. يحدث الإلقاح وتنشئ البيضة الملقحة Zygote التي تنضج في الوسط المعوي لتتحول إلى كيسة بيضة Oocyste تحوي أربعة بوائغ عارية عكس بقية الأكريات. تكون هذه الكيسة البيضية خمجة مباشرة وتطرح مع البراز إلى الوسط الخارجي والتي تكشف بفحص البراز بعد تلوينه.

## التوزع الجغرافي
عرف داء البوغيات الخفية في مناطق كثيرة من العالم مثل: أستراليا، أمريكا، كندا، أوروبا، بعض مناطق أفريقيا جنوب الصحراء، وأخيرًا في سوريا (إذ نشرت أول 15 حالة في المؤتمر السوري لأمراض الهضم والذي انعقد في فندق الشام في دمشق 22-24/4/1992).

## الأعراض
لازالت الآلية الإمراضية غير مؤكدة ويبدو أنها تؤثر بآلية سمية معوية من خلال نقص الامتصاص وزيادة الإفراز كجراثيم الهيضة وهذا يؤدي إلى إسهال مائي إفرازي دون مخاط أو دم وحتى الآن لم يعزل أي ذيفان مفرز من هذا الطفيلي. وعندما يكون هناك سوء امتصاص مشارك فإنه يكون ناجماً عن تراجع في سطح الغشاء المخاطي بسبب ضمور الزغابات المعوية مما يؤدي إلى نقص القدرة الامتصاصية.

## وصلات إضافية
- CDC's microsporidiosis info page.